# Sandman: Noites sem Fim
Sandman - noites sem fim (no original em inglês, The Sandman: Endless Nights) é um romance gráfico escrito por Neil Gaiman com base na série de quadrinhos Sandman, também de sua autoria. O livro conta com sete capítulos, cada um deles dedicado a um diferente personagem da série: Sonho, Morte, Destino, Destruição, Desejo, Desespero e Delírio.
Foi publicado originalmente pela editora norte-americana DC Comics em 2003, tendo ganho, no ano seguinte, três prêmios Eisner Awards e o Bram Stoker Awards de melhor narrativa ilustrada. Além disso, foi o primeiro quadrinho a entrar na lista de mais vendidos do The New York Times.
Cada capítulo foi ilustrado por um autor diferente:
- Capítulo 1 - Personagem: Morte - Ilustrador: P. Craig Russell
- Capítulo 2 - Personagem: Desejo - Ilustrador: Milo Manara
- Capítulo 3 - Personagem: Sonho - Ilustrador: Miguelanxo Prado
- Capítulo 4 - Personagem: Desespero - Ilustradores: Barron Storey e Dave McKean
- Capítulo 5 - Personagem: Delírio - Ilustrador: Bill Sienkiewicz
- Capítulo 6 - Personagem: Destruição - Ilustrador: Glenn Fabry
- Capítulo 7 - Personagem: Destino - Ilustrador: Frank Quitely

## No Brasil
No Brasil, foi publicado ainda em 2003 pela editora Conrad, tendo ganho, no ano seguinte, o Troféu HQ Mix nas categorias Edição especial estrangeira e Projeto editorial.
Em dezembro de 2014, a história foi republicada pela Panini Comics.